# لوکاس فان لیدن
لوکاس فان لیدن (هلندی: Lucas van Leyden; ۱ ژانویهٔ ۱۴۹۴ – 1533) نقاش، چوب‌تراش و قلم‌زن اهل هلند در دوره رنسانس بود.

## نگارخانه

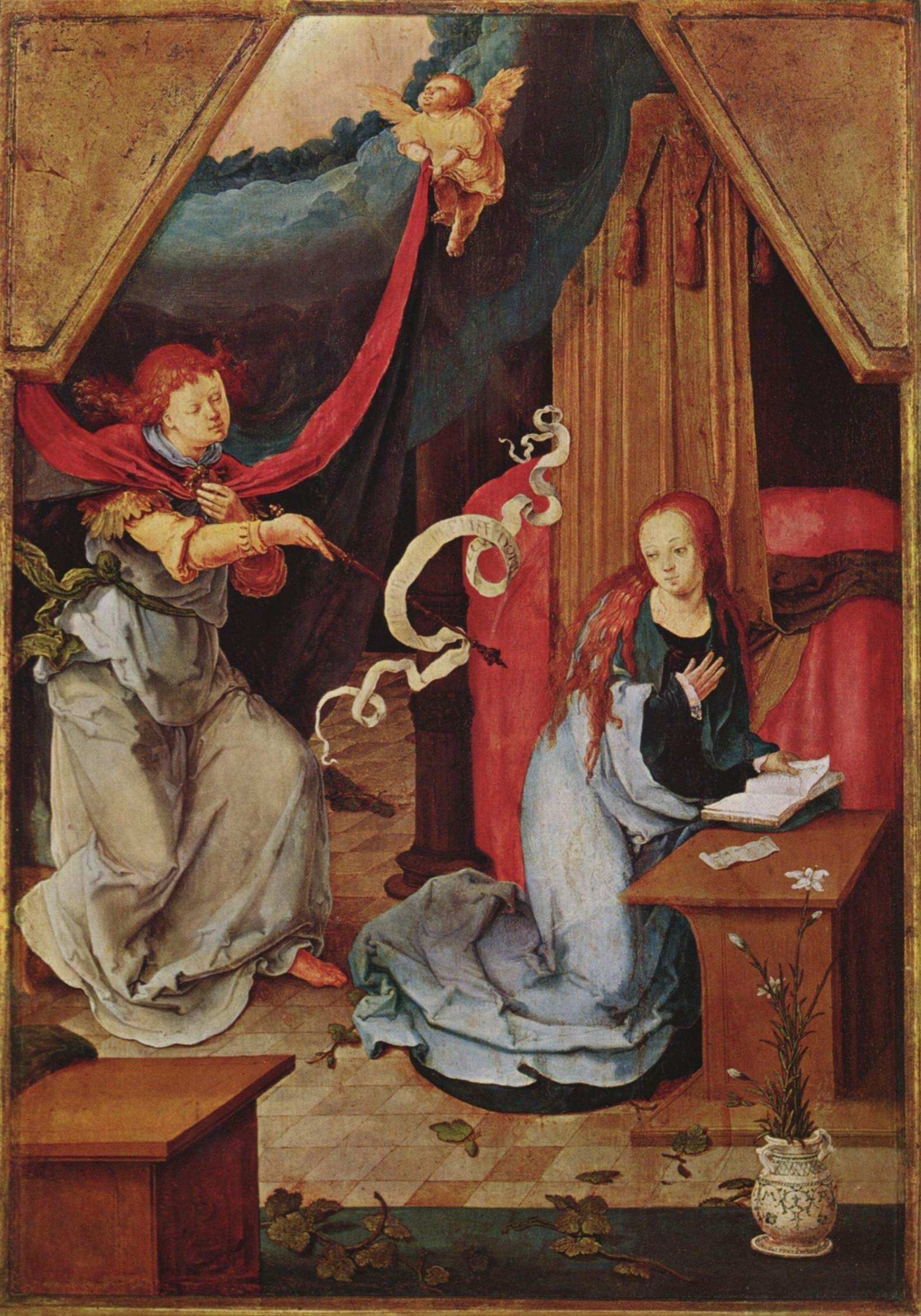
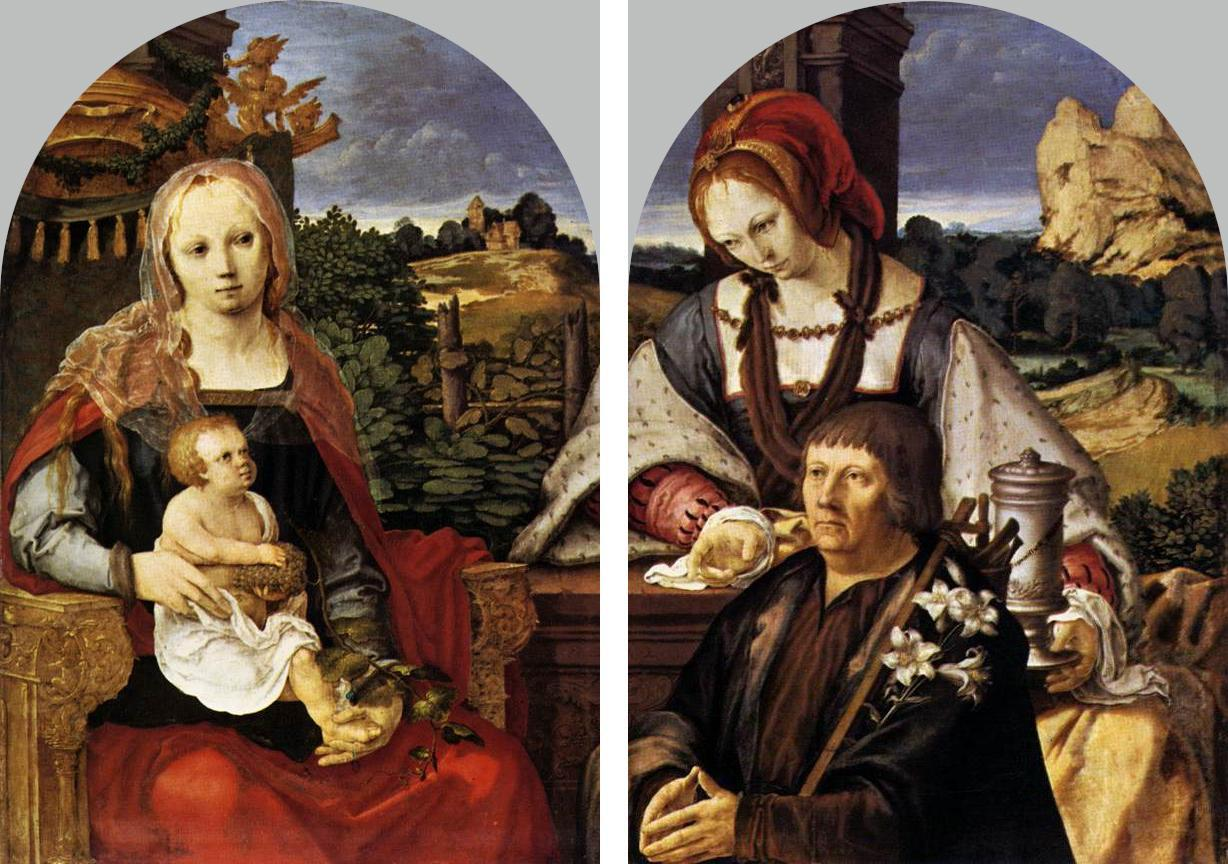
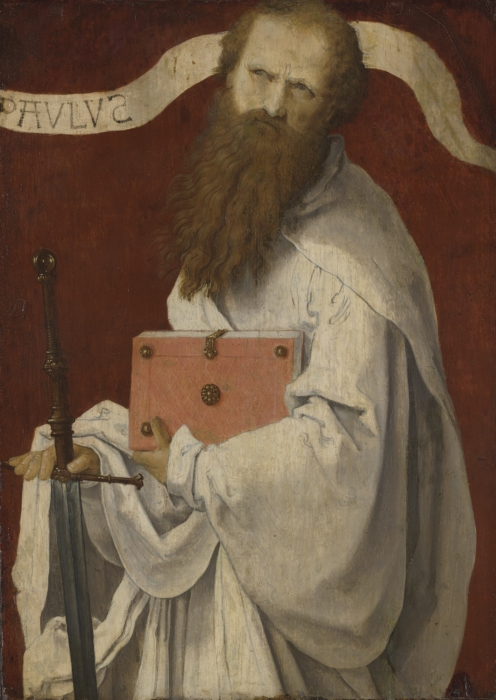
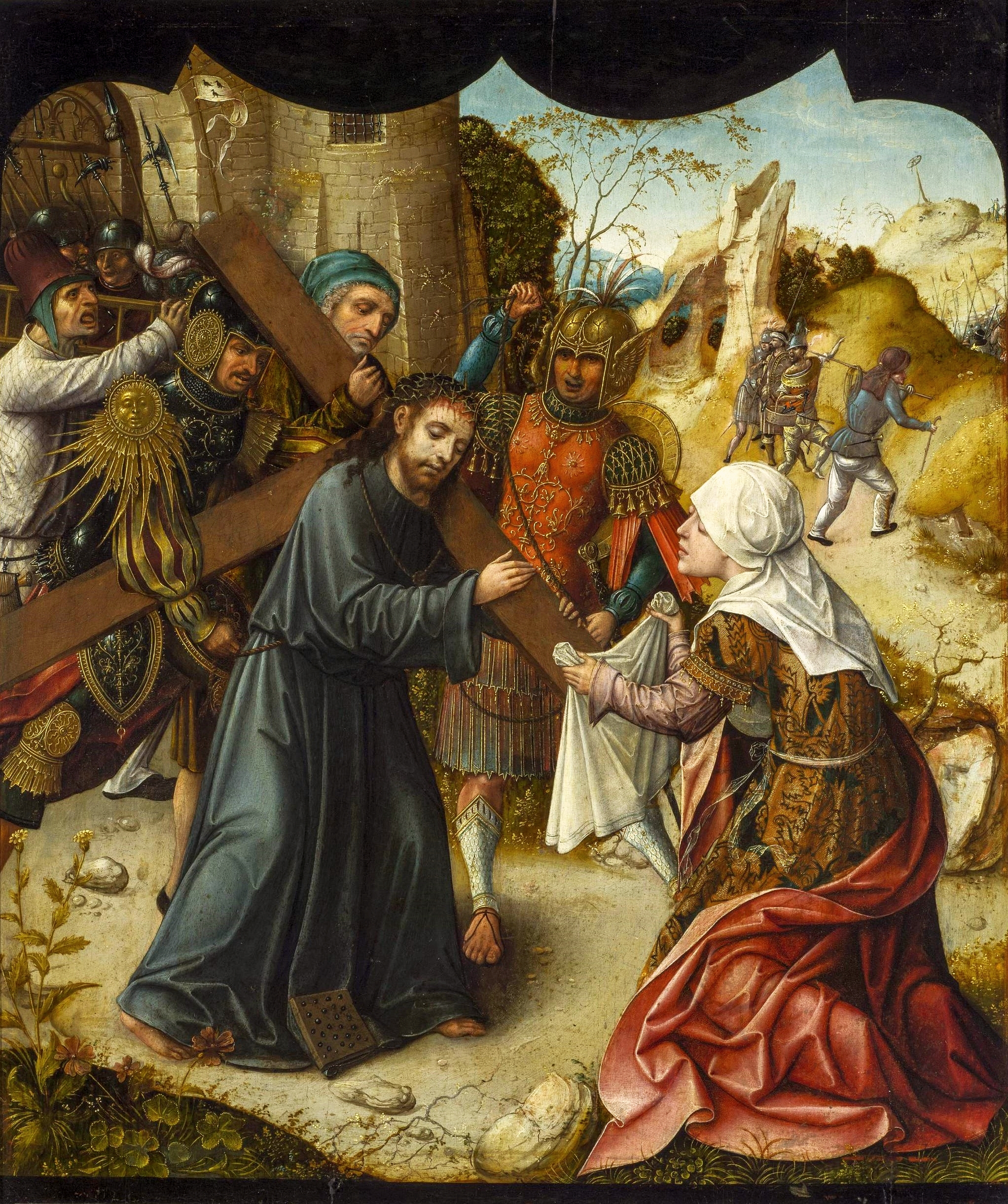
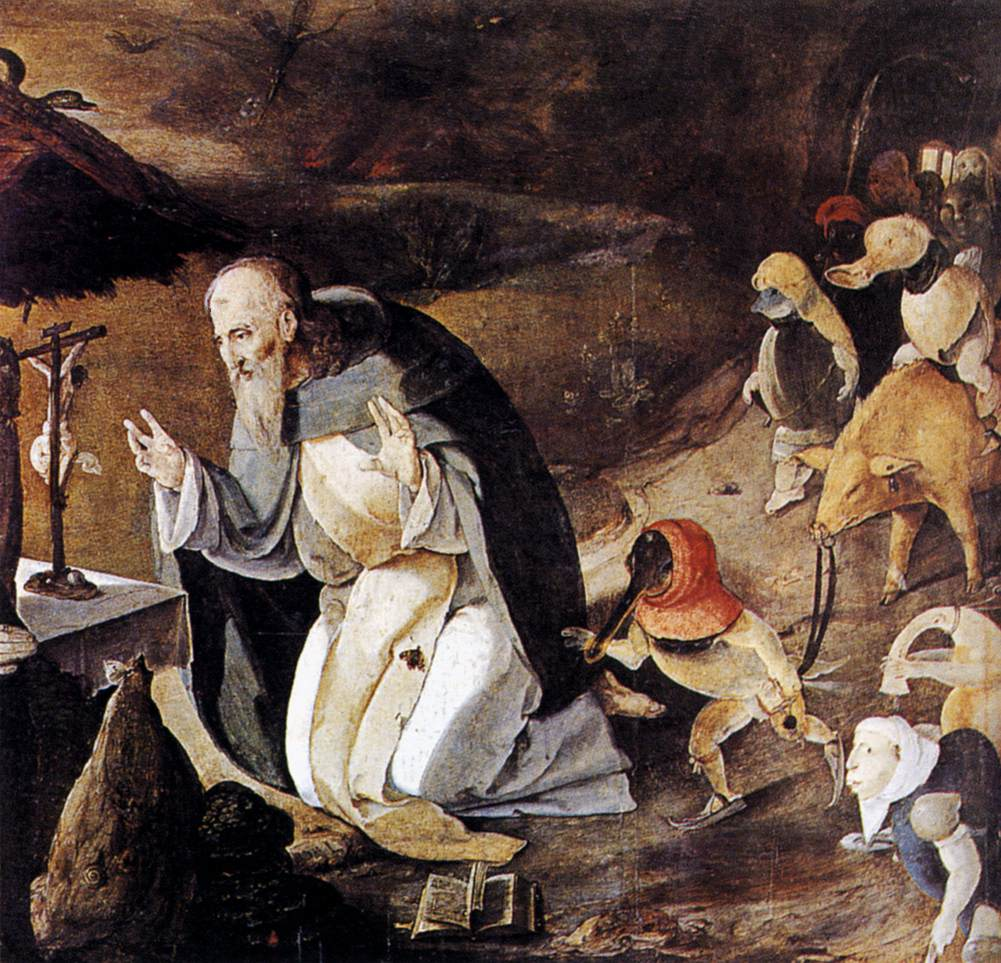
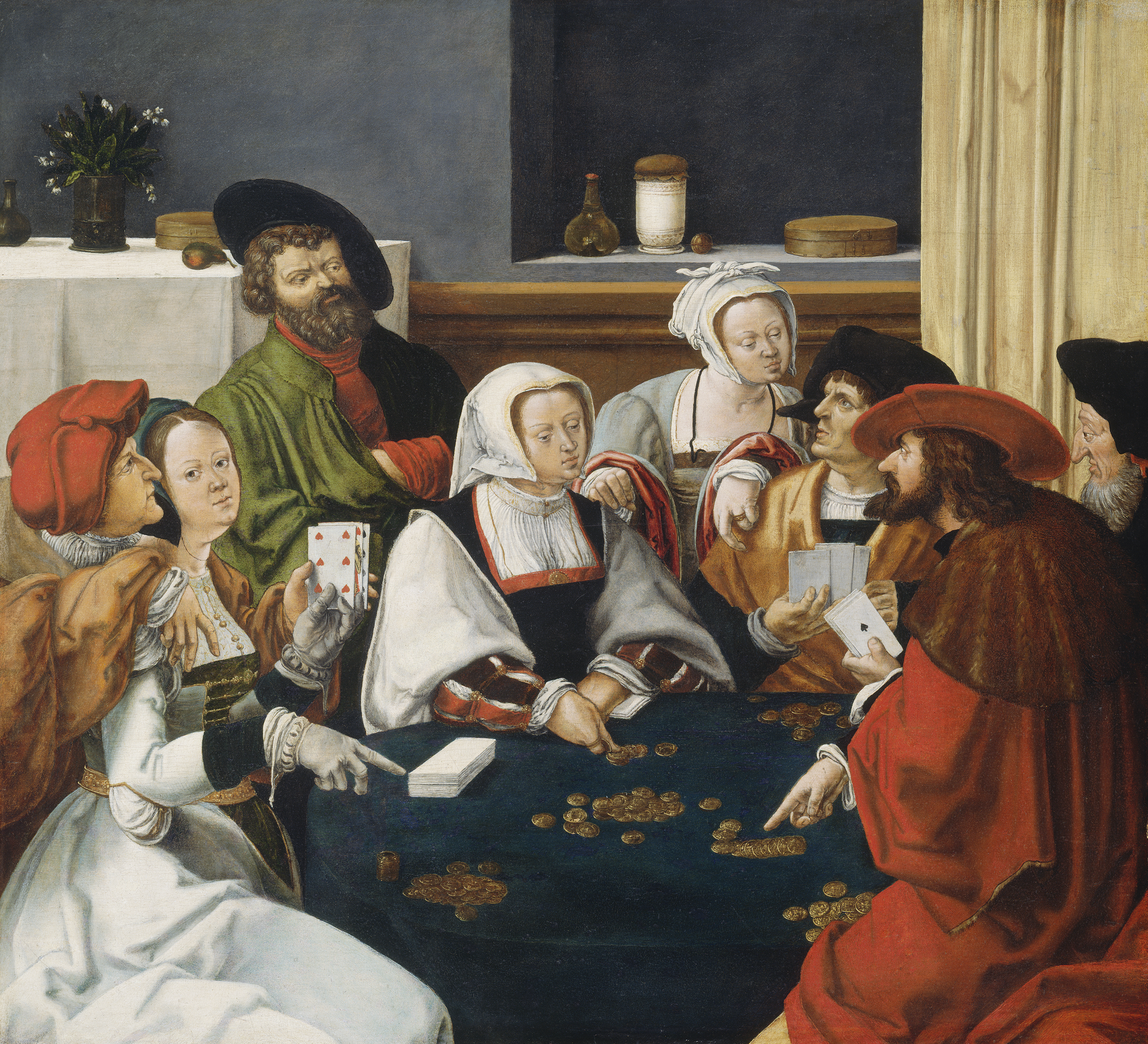
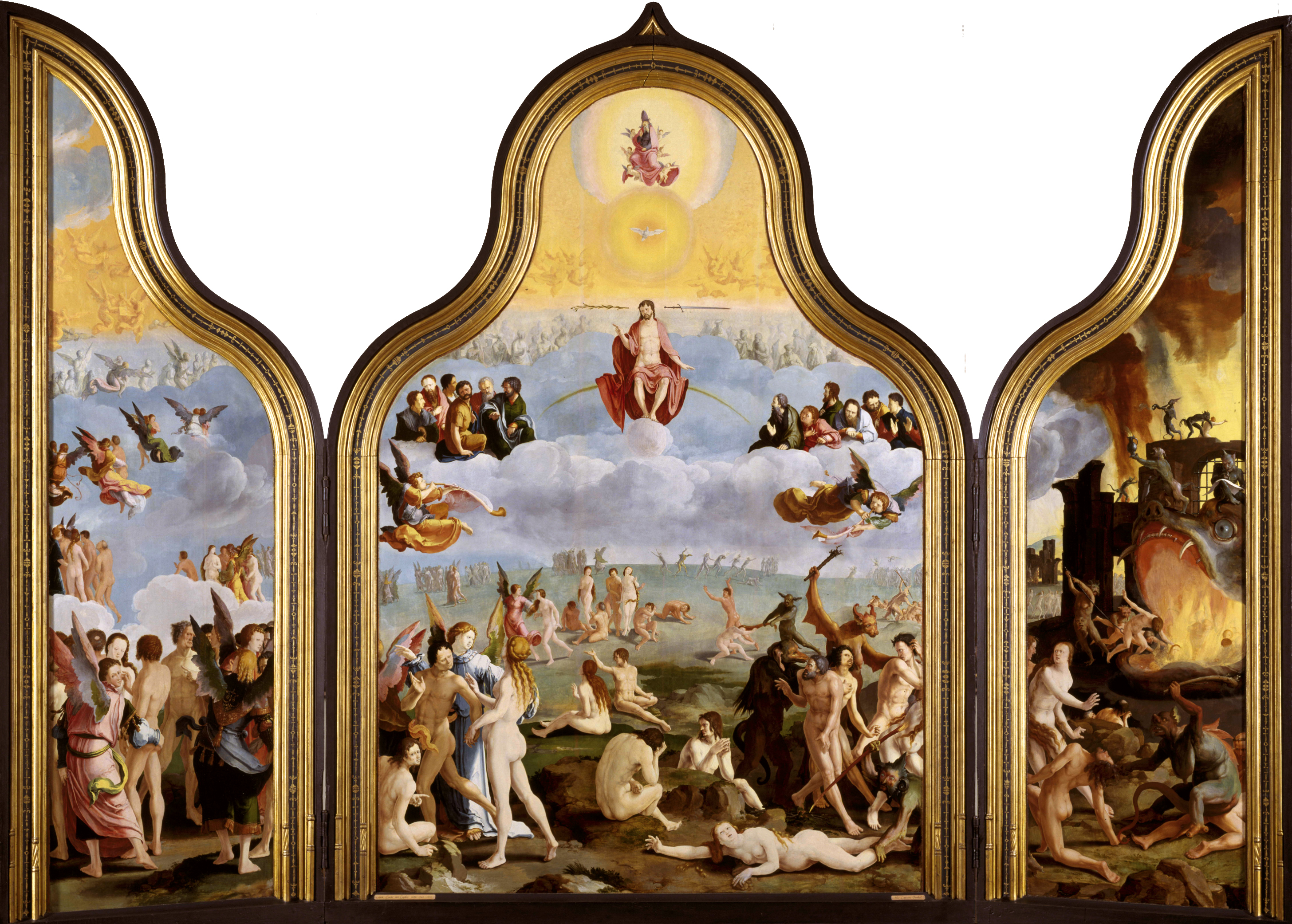